# Salsa di accompagnamento

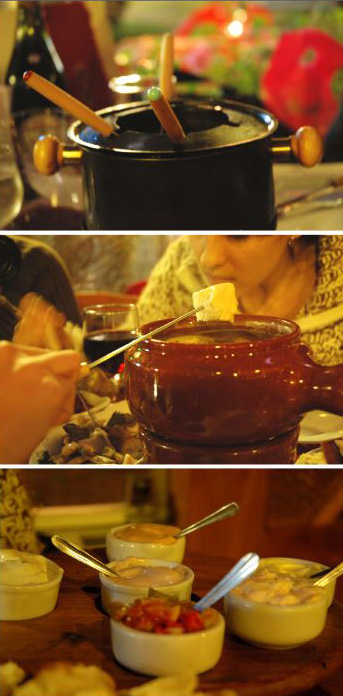
Una fondue bourguignonne

La salsa di accompagnamento è un condimento comune per molti tipi di alimenti. A differenza di altre salse, essa serve per intingervi il cibo a cui si accompagna. Le salse di accompagnamento vengono utilizzate per aggiungere sapore o consistenza a un alimento, come gnocchi, cracker, verdure crude tagliate, frutta, frutti di mare, pezzi di carne e formaggio a cubetti, patatine, tortilla chips, falafel e talvolta anche interi panini nel caso delle preparazioni dette au jus. Le salse di accompagnamento sono usate di solito con il finger food o durante gli aperitivi. L'impiego di questo tipo di salsa è attestato in tutto il mondo da migliaia di anni.